# Union sportive Florange-Ebange
 (juin 2025).
Motif : Absence de sources secondaires pérennes, indépendantes et de qualité pour démontrer l'admissibilité de l'association. En l'état HC FOOT + NA + CGN.
- Archive Wikiwix
- Bing
- Cairn
- DuckDuckGo
- E. Universalis
- Gallica
- Google
- G. Books
- G. News
- G. Scholar
- Persée
- Qwant
- (zh) Baidu
- (ru) Yandex

| 1. | Préciser le motif de la pose du bandeau. | Précisez le motif de la pose du bandeau en utilisant la syntaxe suivante : {{admissibilité à vérifier\|date=juin 2025\|motif=remplacez ce texte par le motif}}                                      |
| 2. | Informer les utilisateurs concernés.     | Pensez à avertir le créateur de l'article, par exemple, en insérant le code ci-dessous sur sa page de discussion : {{subst:avertissement admissibilité à vérifier\|Union sportive Florange-Ebange}} |

Maillots
Dernière mise à jour : 21 janvier 2025.
L’Union sportive Florange-Ebange, couramment abrégé en US Florange-Ebange est un club de football français fondé en 1945 et situé à Florange en Moselle.

## Historique

### Fondation et stagnation (1945 - 1983)
Grandement impacté par la Seconde Guerre mondiale, la Moselle se réfugie dans le football peu de temps après la fin de cette dernière (à l'instar de la Première Guerre mondiale où de nombreux clubs en Lorraine fût créer).
C'est en 1945 que l'Entente sportive Florange-Ebange est fondé.
Durant de nombreuses années, le club stagne dans les divisions régionales en Lorraine et plus particulièrement en Division d'Honneur à partir de 1965.
Lors de l'édition 1965-1966 de la Coupe de France, le club atteint pour la première fois le 6e tour de la compétition face à l'US Forbach mais s'incline sur le score de 2-0.
Pour la deuxième fois de son histoire, en 1979, le club atteint une nouvelle fois le 6e tour de la Coupe de France mais s'incline une nouvelle fois, cette fois-ci face au SA Spinalien sur le score de 4-0.

### L'âge d'or (1984 - 1994)
Lors de la saison 1983-1984 en Division d'Honneur, l'AS Florange-Ebange termine 1er et remporte pour la première fois de son histoire le trophée de champion. À la suite de cette saison, le club rejoint pour la première fois la Division 4.
En 1986, le club atteint pour la première fois de son histoire la finale de la Coupe de Lorraine, mais s'incline sur un score lourd face à l'AS Sarreguemines (6-2) à Creutzwald.
Durant neuf saisons, l'AS Florange-Ebange se maintien en Division 4.

### Descente et difficulté (1994 - 1998)
Lors de la saison 1993-1994 de National 3, le club réalise une saison plus que moyenne dans son groupe, terminant à la 13e place, synonyme de relégation, avec seulement quatre victoire en vingt-six rencontres.
La saison suivante, Florange obtient son deuxième trophée en terminant 1er de Division d'Honneur devant l'équipe réserve du FC Metz. De retour en National 3, le club de maintien in extrémiste durant deux saisons avant de sombrer lors de la saison 1997-1998 de CFA 2, terminant à la 15e place de son groupe.

### Descente aux enfers (depuis 1998)
Le retour en Division d'Honneur est difficile, avec de nombreux soucis financiers, le club sombre dans son groupe terminant à une triste 13e place, qui envoie le club un échelon en dessous.
En 1999, le club fusionne avec le Racing Club de Florange pour devenir l'Association sportive Florange-Ebange.
En 2014, le club est rétrogradé en Départemental 2 après une 12e place. Pire encore, le club tombe jusqu'en Départemental 3 à l'issue de la saison 2019-2020.
À la fin de la saison 2020-2021, le club annonce la fusion avec le FC Florange et change donc officiellement de nom pour devenir l'Union sportive Florange-Ebange. Cette fusion fait suite à une décision de la mairie de Florange.

## Palmarès et bilan sportif

### Titres et trophées
Au cours de son histoire, l'US Florange-Ebange a remporté deux titres de champion de Lorraine ; en 1984, puis en 1995. Sur le plan national, Florange ne possède aucun trophée.
Le tableau suivant récapitule les performances de l'US Florange-Ebange dans les différentes compétitions officielles françaises.
| Compétitions nationales                                              | Compétitions régionales                                                                          |
| -------------------------------------------------------------------- | ------------------------------------------------------------------------------------------------ |
| - Coupe de France - Meilleure performance : 6e tour en 1966 et 1979. | - Championnat de Lorraine (2) - Champion : 1984 et 1995. - Coupe de Lorraine - Finaliste : 1986. |

## Identité du club

### Noms
- 1945-1999 : Entente sportive Florange-Ebange
- 1999-2021 : Association sportive Florange-Ebange
- 2021- : Union sportive Florange-Ebange

## Personnalités du club
Au cours de son histoire, le club a formé de nombreux joueurs lorrains, le plus connu étant Bernard Zénier, futur international français et joueur du FC Metz, club emblématique de la région Lorraine. Il deviendra meilleur buteur de Division 1 lors de la saison 1986-1987 avec le club mosellan.
Frédéric Marques commence sa carrière de footballeur au sein du club, après y avoir été formé, avant de devenir semi-professionnel notamment au RC Strasbourg, au Paris FC et dans plusieurs clubs au Luxembourg.
Le Franco-Algérien El Hadi Belameiri est lui aussi formé au club, entre 2004 et 2009, avant de rejoindre le CSO Amnéville puis de devenir professionnel en Algérie, où il évolue notamment avec l’ES Sétif.